# Du rififi à Paname
Pour les articles homonymes, voir Rififi.
Pour plus de détails, voir Fiche technique et Distribution.
Du rififi à Paname est un film français de Denys de La Patellière, sorti en 1966, d’après le roman éponyme d’Auguste Le Breton (1913-1999) publié en 1964.

## Synopsis
"Paulo les Diams", son ami Walter, Jack de Londres et un Munichois pratiquent avec succès le trafic d'or. Un jour, une bande rivale, celle de Mario, les attaque. Les correspondants de Londres et de Munich disparaissent. Paulo est sauvé par un faux journaliste mais vrai policier américain, qui se trouve promu garde du corps du gangster. Lorsque le dernier associé est mitraillé à mort, Paulo se fâche. À ce moment, un délégué du syndicat propose une transaction. La bande de Mario, mafieux du syndicat de la mafia italienne, persiste à vouloir éliminer Paulo et ses gardes du corps.
Paulo se fâche et prévoit de faire exploser une bombe pour éliminer tout le syndicat italien, qui s'est réuni dans un grand hôtel parisien en lui demandant de partager ses profits du trafic d'or avec le Japon et d'armes avec Cuba avec la mafia italienne au complet auquel le gang de Mario son agresseur participe. Il quitte la réunion du syndicat  deux minutes avant l'explosion et s'enfuit mais il est arrêté à la sortie par la police et comprend que c'est le faux journaliste (qui l'a sauvé d'une attaque mortelle de Mario et qu'il a ajouté à ses gardes du corps) qui l'a dénoncé à la police de Paris en bon américain membre actif de la CIA qui a réussi à éliminer le syndicat italien et faire arrêter de nouveau "Paulo les diams" et ses deux gardes du corps.

## Fiche technique
- Réalisation : Denys de La Patellière
- Scénario : d'après le roman d'Auguste Le Breton (Éditions Plon)
- Adaptation : Denys de La Patellière
- Dialogue : Alphonse Boudard
- Assistants réalisateurs : Roberto Bodegas, Franco Contini, Jean-Claude Guiliani, Ludwig Krewinkel
- Décors : Robert Clavel, assisté de Marc Desages, Jacques Bernacchi
- Costumes - Conseiller couleur : Jacques Fonteray
- Habilleuses : Nanda Belloni, Micheline Bonnet, Jeannine Vergne
- Photographie : Walter Wottitz
- Opérateur : Charles-Henry Montel, assisté de Jean Castagnier, Jean-Claude Gaillard
- Son : Jean Rieul, assisté de Vartan Karakeusian
- Perchiste : Marcel Corvaisier
- Montage : Claude Durand, assistée de Florence Renard
- Musique : Georges Garvarentz (Nouvelles Éditions Eddie Barclay)
- Orchestration : Maurice J. Helison et Mario Bua
- Coiffures : Marc Blanchard
- Photographe de plateau : Marcel Dole
- Maître d'armes : Benito Stefanelli
- Bijoux : Van Cleef & Arpels
- Fourrures : Chombert
- Script-girl : Colette Crochot
- Régisseurs généraux : Paul Dufour, Marc Goldstaub, assistés de Pierre Darçay
- Régisseur extérieur : Jean Nossereau
- Accessoiristes : Maurice Terrasse, Jean Vergne
- Administrateur : Maurice Otte
- Ensemblier : Pierre Charron
- Maquillage : Jacky Bouban, Roger Chanteau, Yvonne Fortuna, Yvonne Gasperina
- Tournage aux studios d'Epinay, en novembre et décembre 1965
- Enregistrement : Westrex, société S.O.R
- Tirage : Laboratoire Éclair à Épinay-sur-Seine
- Production : Les Films Copernic (Paris), Gloria Films (Munich), Fida Cinematografica (Rome)
- Distribution : Comacico
- Chef de production : Maurice Jacquin
- Directeur de production : Ralph Baum
- Producteur délégué : Raymond Danon
- Générique : Jean Fouchet
- Affichiste : Clément Hurel
- Pays :  France
- Format : 35 mm - Son mono - Franscope, procédé Eastmancolor
- Genre : Policier
- Durée : 100 min
- Date de sortie :
  - France : 2 mars 1966
- Vise d'exploitation : 30.575

## Distribution
- Jean Gabin : Paul Berger, dit « Paulo les diams »
- Gert Fröbe (doublé par Roger Carel) : Walter, l'antiquaire
- Nadja Tiller : Irène, la femme de Walter
- Mireille Darc : Lili Princesse, une entraîneuse
- Claudio Brook : Mike Thompson / Coppolano, le faux journaliste
- Daniel Ceccaldi : le commissaire Noël
- Jo Warfield : le contact de Tokyo
- Marcel Bozzuffi : Marque Mal
- Jean-Claude Bercq : Jo le Pâle
- George Raft : Binnagio
- Mino Doro : Tony Ballesta
- Franco Ressel : Mario Capergna
- Claude Brasseur : Giulio
- Carlo Nell : Sergio
- Claude Cerval : René, le barman de la boîte de nuit
- Alain Bouvette : le chasseur de la boîte de nuit
- Olivier Mathot : Félix, un homme de Paulo dans la boîte de nuit
- Dany Dauberson : Léa, la responsable des entraîneuses
- Anne-Marie Blot : une entraîneuse
- Yves Barsacq : le client qui passe du Cinzano au champagne
- Fernand Berset : le client mécontent
- Maurice Jacquin Jr.[1] : le racketteur impoli
- Philippe Clair : le racketteur giflé
- Christa Lang : la prostituée avec Mario
- Katia Christina : la secrétaire de l'ambassade américaine
- Pierre Leproux : un inspecteur à Orly
- Anthony Stuart : Jack de Londres
- Lutz Gabor : Terence de Londres, remplaçant de Jack
- Daniel Croheim : Hermann de Munich
- César Torrès : Mahmous de Beyrouth
- Benito Stefanelli : le truand au Royal Monceau
- Jo Dalat : le chauffeur de Paulo
- Maurice Auzel : un truand
- Marc Arian : un client du cabaret
- Marius Gaidon : un agent de police
- Roger Rudel : le docteur
- Yvon Sarray : le réceptionniste
- Benoit Agut : un client du cabaret

## Autour du film
A l'issue de la réunion du syndicat, on peut voir George Raft jongler avec une pièce de monnaie, geste qu'il a rendu célèbre dans Scarface (1932) et qu'on retrouve dans plusieurs autres films où il a joué (comme Certains l'aiment chaud ou Casino royale).